# Zemgus Girgensons
Zemgus Girgensons (Riga, Letonia, 5 de enero de 1994) es un jugador profesional letón de hockey sobre hielo que se desempeña en la posición de extremo izquierdo en Tampa Bay Lightning, equipo de la National Hockey League (NHL).

## Carrera
Fue seleccionado en la primera ronda en la NHL Entry Draft de 2012. En 2013, hizo su debut en la NHL con el equipo Buffalo Sabres, en el cual jugó diez temporadas (2013-2020, 2021-2024), después pasó a Tampa Bay Lightning.